# Советская Украина (фильм)
«Сове́тская Украи́на» — советский полнометражный цветной документальный фильм Украинской студии кинохроники 1947 года о размахе социалистического строительства и созидательном трудовом подъёме в республике в первую послевоенную пятилетку. Картина даёт объёмную панораму возрождения разрушенных войной сёл и городов, цехов фабрик и заводов, шахт, железных дорог и портов.
Фильм вышел на экраны 5 декабря 1947 года.

## Хронология
Природные ландшафты украинских лесов, степей, зеленеющих просторов полей и Закарпатских гор, полноводных рек, морей. Городские улицы и площади, памятник на могиле Т. Г. Шевченко. Дымящихся заводские трубы, цеха, вереницы комбайнов, убирающих пшеницу и рожь. Разрушенные войной дома и целые кварталы в городах и сёлах. Восстановительные работы на промышленных предприятиях.
Протяжённый железнодорожный состав. Ведутся работы на металлургическом комбинате «Запорожсталь», на плотине и здании гидроэлектростанции Днепрогэс. Восстанавливаются цеха Макеевского металлургического завода, подземных забоев шахт Донбасса. Шахта № 5 в Краснодоне. Неподалёку у могилы молодогвардейцев мать Олега Кошевого с пионерами. Приезд в Донбасс первого секретаря и члена политбюро ЦК КП(б) Украины Л. М. Кагановича.
Кипит работа у гигантских доменных печей на металлургическом комбинате «Азовсталь». Рабочая страда на бескрайних плантациях свеклы, кукурузы и подсолнечника. Одетые в строительные леса новостройки в Харькове, Виннице, Ужгороде, Львове, Сталино.
Морской порт Одессы. Оперный театр, Памятник А. С. Пушкину. Музей партизанского движения в заброшенной шахте под Одессой (ныне — Музей партизанской славы). Идёт приём у академика В. П. Филатова. Зполненные улицы и площади Киева, киевляне в скверах, парках, магазинах. Посетители в Киево-Печерской лавре. Академия наук УССР. Киевские музеи. Институт геологии, Институт электросварки АН УССР и академик Е. О. Патон. Киевский университет имени Т. Шевченко. Музей украинского искусства. А. Корнейчук, В. Василевская, П. Тычина в Союзе писателей УССР. Театр имени Ивана Франко. Отрывок из оперы «Запорожец за Дунаем» в Театре оперы и балета имени Шевченко с участием Ивана Паторжинского. Проходящий на стадионе парад физкультурников.
В простирающихся до горизонта полях идёт уборка урожая зерновых, сбор фруктов и овощей. Паша Ангелина на тракторе. В одном из закарпатских сёл проходит свадьба. Многолюдно отмечается праздник урожая.

## К истории создания
Серия документальных обзорно-публицистических фильмов первых послевоенных лет о восстановлении разрушенного войной народного хозяйства союзных республик задумывалась в момент возросшего в мире значения Советского Союза, и творческого освоения кинодокументалистами опыта, накопленного за все четыре года войны. Пройдя испытания, кинохроника стала более живой, обрела право суровой, даже жестокой боевой правды.
В 1946 году одним из первых Киевской студией кинохроники был выпущен фильм «Донбасс» (режиссёр М. Билинский). Но осенью того же года вышел ряд Постановлений ЦК ВКП(б), в частности, 4 сентября 1946 года «О кинофильме „Большая жизнь“», строго регламентирующих возможности творцов в решении задач в части показа послевоенных трудностей. Документалистике вновь возвращалась функция воплощения на экране мифов сталинской эпохи.
… кинодокументалисты с опытом войны и с опытом добывания правды о войне оказываются в драматически-проблемной ситуации, которая заставляет думать, размышлять, развиваться: как отделить несомненные успехи в утверждении и воспевании труда от угодливого приукрашивания достижений, как сочетать служение тоталитарному государству с изображением личности, индивидуальных характеров, убеждений, судеб?

Столь усиленная редактура означала лишь одно: возвращение к силовым методам руководства искусством, безразличным к поискам киноправды, опасающимся видения «жизни врасплох», регламентирующими новые приёмы. И советская документальная кинематография покатилась (как, впрочем, и игровая) по пути приукрашивания жизни, сокрытия трудностей и ошибок, приспособленческого возвеличивания начальства.
— Людмила Джулай, «Документальный иллюзион» 2005
Для создания музыки М. Слуцкий пригласил Братьев Покрасс, обладавших тонким чувством музыкальности, чувством монтажного ритма. К оформлению звукового ряда картины привлекли Дмитрия Овсяникова, начальника звукоцеха ЦСДФ, с ним Слуцкий сотрудничал при создании фильмов «День нового мира» (1940) и « Наша Москва» 1941).
Ко времени готовности фильма на экраны СССР уже были выпущены полнометражные фильмы: «Советская Киргизия» и «Советская Латвия» (февраль 1947), «Советская Эстония» (март 1947), «Советская Литва» (август 1947).

## Съёмочная группа
- Авторы сценария: Леонид Первомайский, Александр Кузнецов
- Режиссёры: Михаил Слуцкий, Георгий Тасин
- Главный оператор: Абрам Кричевский
- Операторы: Яков Авдеенко, Константин Богдан, Владимир Войтенко
- Композиторы: Дмитрий Покрасс, Даниил Покрасс, Андрей Штогаренко
- Второй режиссёр: Яков Авдеенко
- Звукооператоры: Дмитрий Овсяников[комм. 3], Иван Ренков[укр.]
- Диктор: Леонид Хмара
- Музыкальное оформление: Давид Блок, В. Васильев
- Этюд Рахмаинова исполняет: Эмиль Гилельс
- Ассистент режиссёра: Михаил Израилев
- Ассистент по монтажу: Е. Марфич
- Ассистенты оператора: Белла Куптиевская, В. Шубский, В. Пономаренко
- Редактор: Зиновий Роднянский
- Директор картины: Давид Яновер

Съёмочная группа указана по монтажной записи звукового фильма (1948) и «Очеркам истории советского кино» Т. 3 (1961).

## Отзывы в печати
Спустя две недели после выхода картины в прокат в газете «Культура и жизнь» вышла рецензия, автор которой Алексей Сурков называет фильм «явлением ярким и выдающимся», а также «удачнейшим из всех ранее выпущенных цветных документальных фильмов».
… зрители многое узнали о том, что сейчас делается на Украине, увидели её жизнь и в трудовых буднях и в радостные праздничные дни, когда подводятся победные итоги трудовых усилий. Мы побывали и в коренных областях, над которыми уже десятилетиями развевается красное знамя Советов, и в западных областях, и в самой молодой — Закарпатской области, где люди лишь недавно почувствовали всю могучую, преобразующую силу советского строя.Алексей Сурков, «Культура и жизнь» № 35 1947
Вместе с тем рецензент находит, что постановщики фильма, в частности операторы, несколько увлеклись передачей извечных красот природы, контрастов индустриальных строек и изображений этнографических мотивов, тем самым обеднив самое существенное — показ трудовых будней Советской Республики.
Фильмы «Советская Украина» (режиссёры М. Слуцкий, Г. Тасин) и «Советская Латвия» (режиссёры Л. Кристи, С. Гуров) закрепляют хорошую традицию создания патриотических кинодокументов о родной земле, которые выразительно передают своеобразие колорита наших союзных республик и увлекательно рассказывают об их экономике, о живых людях.
В сравнительной оценке Сергея Дробашенко, автора очерка «Документальное кино», в отличие от других картин о республиках фильм «Советская Украина» претендовал на масштабность и всеобъемлющий охват жизни республики.
Фильм «Советская Украина», например, отличался поэтичностью и эмоциональностью, яркостью творческого восприятия жизни, умением показать человека в привычном для него деле. Мы находим в этом произведении запоминающиеся детали, удачные сочетания изображения и дикторского текста, перерастающие в художественный образ.Сергей Дробашенко, «Очерки истории советского кино» Т. 3 1961 

## Награды
Четверым участникам съёмочной группы М. Слуцкому, Г. Тасину, А. Кричевскому и К. Богдану присудили Сталинскую премию первой степени за 1948 год.

## Комментарии
1. ↑  Речь о послевоенных фильмах о жизни в Таджикистане, Эстонии, Латвии, Карело-Финской ССР, Литве, Киргизии, Молдавии, а также Башкирии. Кроме того, ряд фильмов посвящался странам победившей народной демократии: «Болгария» (1945), «В Северной Корее» (1946), «Румыния» (1947), «Польша» и «Новая Албания» (1948), «Демократическая Венгрия» (1949)[2][3].
2. ↑  В прежних своих фильмах «День нового мира» (1940), «День войны» (1942) режиссёр уже сотрудничал с младшим из них — Даниилом Покрассом.
3. ↑  В фамилию Дмитрия Николаевича Овсяникова во многих источниках вкралась ошибка — две буквы «н» — Овсянников[12]. Фамилия звукооператора приводится по плакату «Рекламфильма», выпущенному к прокату картины.